# Vishal Kaith
Vishal Kaith (Himachal Pradesh, 22 luglio 1996) è un calciatore indiano, portiere del Mohun Bagan Super Giant.

## Carriera

### Club
Ha giocato nella prima divisione indiana.

### Nazionale
Nel 2018 ha esordito nella nazionale indiana.

## Statistiche

### Presenze e reti nei club
| Stagione                                | Squadra                                 | Campionato                              | Campionato | Campionato | Coppe nazionali | Coppe nazionali | Coppe nazionali | Coppe continentali | Coppe continentali | Coppe continentali | Altre coppe | Altre coppe | Altre coppe | Totale | Totale |
| Stagione                                | Squadra                                 | Comp                                    | Pres       | Reti       | Comp            | Pres            | Reti            | Comp               | Pres               | Reti               | Comp        | Pres        | Reti        | Pres   | Reti   |
| --------------------------------------- | --------------------------------------- | --------------------------------------- | ---------- | ---------- | --------------- | --------------- | --------------- | ------------------ | ------------------ | ------------------ | ----------- | ----------- | ----------- | ------ | ------ |
| 2016                                    | Pune City                               | ISL                                     | 0          | 0          | -               | -               | -               | -                  | -                  | -                  | -           | -           | -           | 0      | 0      |
| 2019-2020                               | Chennaiyin                              | ISL                                     | 17+3       | -23+-8     | SC              | -               | -               | -                  | -                  | -                  | -           | -           | -           | 20     | -31    |
| 2020-2021                               | Chennaiyin                              | ISL                                     | 19         | -23        | -               | -               | -               | -                  | -                  | -                  |             | -           | -           | 19     | -23    |
| 2021-2022                               | Chennaiyin                              | ISL                                     | 9          | -14        | -               | -               | -               | -                  | -                  | -                  | -           | -           | -           | 9      | -14    |
| Totale Chennaiyin                       | Totale Chennaiyin                       | Totale Chennaiyin                       | 48         | -68        |                 | 0               | 0               |                    | -                  | -                  |             | -           | -           | 48     | -68    |
| set.2022                                | ATK Mohun Bagan                         | ISL                                     | -          | -          | -               | -               | -               | AFC Cup            | 1                  | -3                 | -           | -           | -           | 1      | -3     |
| 2022-2023                               | ATK Mohun Bagan                         | ISL                                     | 20+4       | -19        | SC              | 2               | -4              | QAFC Cup           | 1                  | -1                 | DC          | 3           | -1          | 30     | -25    |
| 2023-2024                               | Mohun Bagan Super Giants                | ISL                                     | 22+3       | -26+-5     | SC              | -               | -               | AFC Cup            | 7                  | -12                | DC          | 5           | -3          | 37     | -46    |
| 2024-2025                               | Mohun Bagan Super Giants                | ISL                                     | 23+3       | -15+-3     | SC              | 0               | 0               | AFC2               | 1                  | 0                  | DC          | 4           | -7          | 30     | -24    |
| 2025-2026                               | Mohun Bagan Super Giants                | ISL                                     | 0          | 0          | SC              | 0               | 0               | AFC2               | 0                  | 0                  | DC          | 4           | -4          | 4      | -4     |
| Totale ATK Mohun Bagan / Mohun Bagan SG | Totale ATK Mohun Bagan / Mohun Bagan SG | Totale ATK Mohun Bagan / Mohun Bagan SG | 75         | -68        |                 | 2               | -4              |                    | 10                 | -16                |             | 16          | -15         | 103    | -103   |
| Totale carriera                         | Totale carriera                         | Totale carriera                         | 123        | -136       |                 | 2               | -4              |                    | 10                 | -16                |             | 16          | -15         | 151    | -171   |

### Cronologia presenze e reti in nazionale
| Cronologia completa delle presenze e delle reti in nazionale ― India | Cronologia completa delle presenze e delle reti in nazionale ― India | Cronologia completa delle presenze e delle reti in nazionale ― India | Cronologia completa delle presenze e delle reti in nazionale ― India | Cronologia completa delle presenze e delle reti in nazionale ― India | Cronologia completa delle presenze e delle reti in nazionale ― India | Cronologia completa delle presenze e delle reti in nazionale ― India | Cronologia completa delle presenze e delle reti in nazionale ― India |
| Data                                                                 | Città                                                                | In casa                                                              | Risultato                                                            | Ospiti                                                               | Competizione                                                         | Reti                                                                 | Note                                                                 |
| -------------------------------------------------------------------- | -------------------------------------------------------------------- | -------------------------------------------------------------------- | -------------------------------------------------------------------- | -------------------------------------------------------------------- | -------------------------------------------------------------------- | -------------------------------------------------------------------- | -------------------------------------------------------------------- |
| 5-9-2018                                                             | Dacca                                                                | India                                                                | 2 – 0                                                                | Sri Lanka                                                            | SAFF Championship 2018 - 1º turno                                    | -                                                                    |                                                                      |
| 9-9-2018                                                             | Dacca                                                                | India                                                                | 2 – 0                                                                | Maldive                                                              | SAFF Championship 2018 - 1º turno                                    | -                                                                    |                                                                      |
| 12-9-2018                                                            | Dacca                                                                | India                                                                | 3 – 1                                                                | Pakistan                                                             | SAFF Championship 2018 - Semifinale                                  | -1                                                                   |                                                                      |
| 15-9-2018                                                            | Dacca                                                                | Maldive                                                              | 2 – 1                                                                | India                                                                | SAFF Championship 2018 - Finale                                      | -2                                                                   |                                                                      |
| 19-3-2025                                                            | Shillong                                                             | India                                                                | 3 – 0                                                                | Maldive                                                              | Amichevole                                                           | -                                                                    |                                                                      |
| 25-3-2025                                                            | Calcutta                                                             | India                                                                | 0 – 0                                                                | Bangladesh                                                           | Qual. Coppa d'Asia 2027                                              | -                                                                    |                                                                      |
| 4-6-2025                                                             | Pathum Thani                                                         | Thailandia                                                           | 2 – 0                                                                | India                                                                | Amichevole                                                           | -2                                                                   |                                                                      |
| 10-6-2025                                                            | Hong Kong                                                            | Hong Kong                                                            | 1 – 0                                                                | India                                                                | Qual. Coppa d'Asia 2027                                              | -1                                                                   | 90+2’                                                                |
| Totale                                                               |                                                                      | Presenze                                                             | 8                                                                    |                                                                      | Reti                                                                 | -6                                                                   |                                                                      |

## Palmarès

### Competizioni nazionali
- Indian Super League: 2

ATK Mohun Bagan: 2022-2023
Mohun Bagan SG: 2024-2025
- Durand Cup: 1

Mohun Bagan SG: 2023
- ISL Shield: 2

Mohun Bagan SG: 2023-2024, 2024-2025

### Nazionale
- SAFF Championship: 1

2021
- Coppa Intercontinentale (India): 1

2018

### Individuale
- Indian Super League Golden Glove: 2

ATK Mohun Bagan: 2022-2023
Mohun Bagan Super Giant: 2024-2025